# Northumberland House
Northumberland House (également connue sous le nom de Suffolk House lorsqu'elle appartenait aux comtes de Suffolk) est une grande maison de ville jacobéenne à Londres. Elle doit son nom au fait d’avoir été pendant la majeure partie de son histoire la résidence londonienne de la famille Percy, comtes et plus tard ducs de Northumberland et l'une des dynasties aristocratiques les plus riches et les plus importantes d'Angleterre pendant de nombreux siècles. La maison est à l'extrémité ouest du Strand d'environ 1605 jusqu'à sa démolition en 1874. Dans ses dernières années, il surplombe Trafalgar Square.

## Histoire

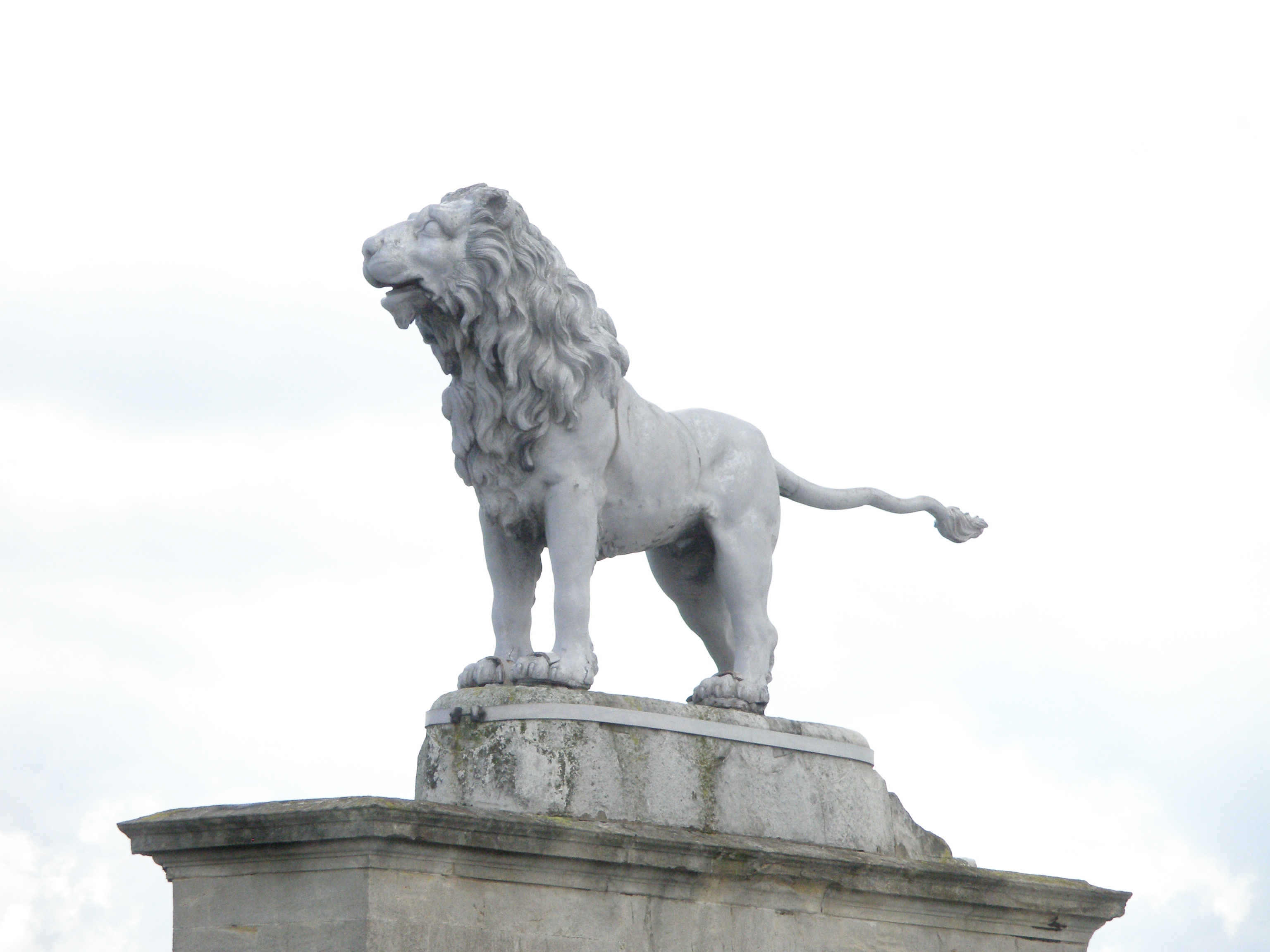
Le Lion de Percy (écusson de Percy), d'après un modèle de Michel-Ange, enlevé de Northumberland House en 1874, avant la démolition, par le 6e duc et placé au sommet de Syon House son siège à l'ouest de Londres.

Au XVIe siècle, le Strand, qui relie la City de Londres au centre royal de Westminster, est bordé de manoirs de certains des prélats et nobles les plus riches d'Angleterre. La plupart des maisons les plus grandioses se trouvaient du côté sud de la route et avaient des jardins s'étendant jusqu'à la Tamise par exemple Durham House .

## Construction
Vers 1605, Henry Howard (1er comte de Northampton) dégage un site à Charing Cross sur le site d'un couvent  et construit un manoir, d'abord connu sous le nom de Northampton House. La façade sur le Strand mesure 162 pieds (49 m) de large et la profondeur de la maison est légèrement plus grande. Il a une seule cour centrale et des tourelles dans chaque coin.

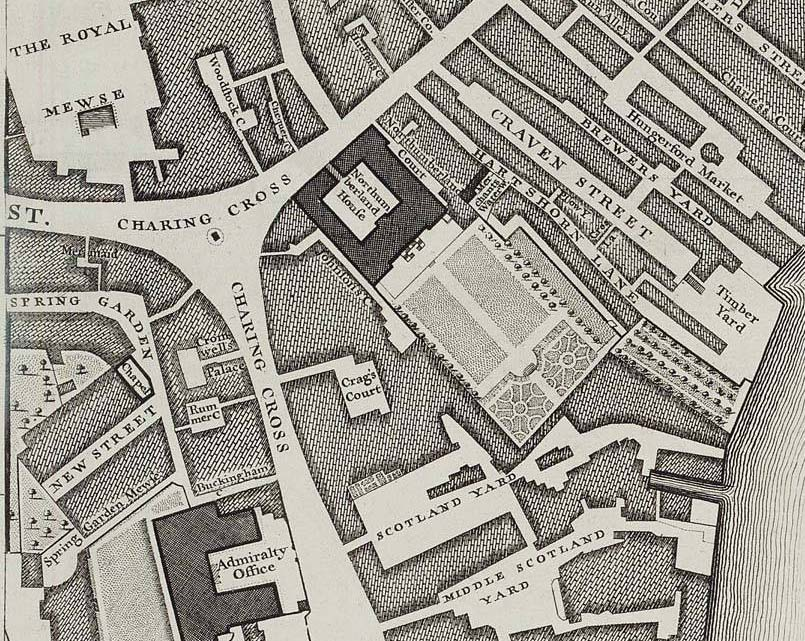
Un extrait de John Rocque's Map of London, 1746. Les deux ailes de jardin en saillie n'avaient pas encore été ajoutées.

La disposition reflète les traditions médiévales, avec une grande salle comme pièce principale. Il y a des appartements séparés pour les serviteurs de la maison. De nombreux appartements sont accessibles par des portes extérieures dans la cour, comme on le voit encore dans les collèges d'Oxbridge. L'extérieur est décoré d'ornements classiques à la manière lâche des ambitieux bâtiments jacobins. La caractéristique extérieure la plus frappante du Strand est sa porte d'entrée en pierre sculptée élaborée à quatre étages. Lors des funérailles d'Anne de Danemark en mai 1619, une grande lettre en pierre « S » tombe des remparts de la guérite sur les spectateurs de la procession, tuant un certain William Appleyard. Selon Nathaniel Brent, la pierre faisait partie d'une devise et a été "poussée par une dame qui a mis son pied contre elle, ne pensant pas qu'elle avait été si brique [fragile]" .
Le jardin mesurait 160 pieds (48,768 m) large et plus de 300 pieds (91,44 m) long, mais contrairement à ceux des manoirs voisins à l'est, il n'a pas atteint tout le chemin jusqu'à la rivière .

## XVIIeetXVIIIesiècles

Position de la maison et du jardin de Northumberland sur une carte moderne, basée sur la carte de 1746 de John Rocque.

La maison passe de Lord Northampton aux comtes de Suffolk, une autre branche de la puissante famille Howard dirigée par les ducs de Norfolk. Dans les années 1640, il est vendu au comte de Northumberland, au prix réduit de 15 000 £, dans le cadre du règlement du mariage lorsqu'il épouse une Howard .
Des modifications régulières sont apportées au cours des deux siècles suivants pour suivre la mode et pour rendre l'aménagement plus pratique pour le style de vie de l'époque. John Webb est employé de 1657 à 1660 pour déplacer le logement de la famille du côté Strand au coté jardin. Dans les années 1740 et 1750, la façade Strand est en grande partie reconstruite et deux ailes sont ajoutées qui projetaient des extrémités de la façade du jardin à angle droit. Celles-ci faisaient plus de 100 pieds (30,48 m) long, de style palladien tardif, et contenait une salle de bal et une galerie de tableaux, cette dernière elle-même longue de 106 pieds (32 m). Les architectes sont Daniel Garrett, jusqu'à sa mort en 1753 ; puis le plus connu James Paine. Au milieu des années 1760, Robert Mylne est employé pour refaire la cour en pierre;  il est peut-être aussi à l'origine des extensions des deux ailes du jardin réalisées à cette époque. Dans les années 1770, Robert Adam est chargé de redécorer les salles d'apparat sur le devant du jardin, et le Glass Drawing Room de Northumberland House est l'un de ses intérieurs les plus célèbres. Une partie de la façade sur le Strand est reconstruite après un incendie en 1780 .

## XIXesiècle

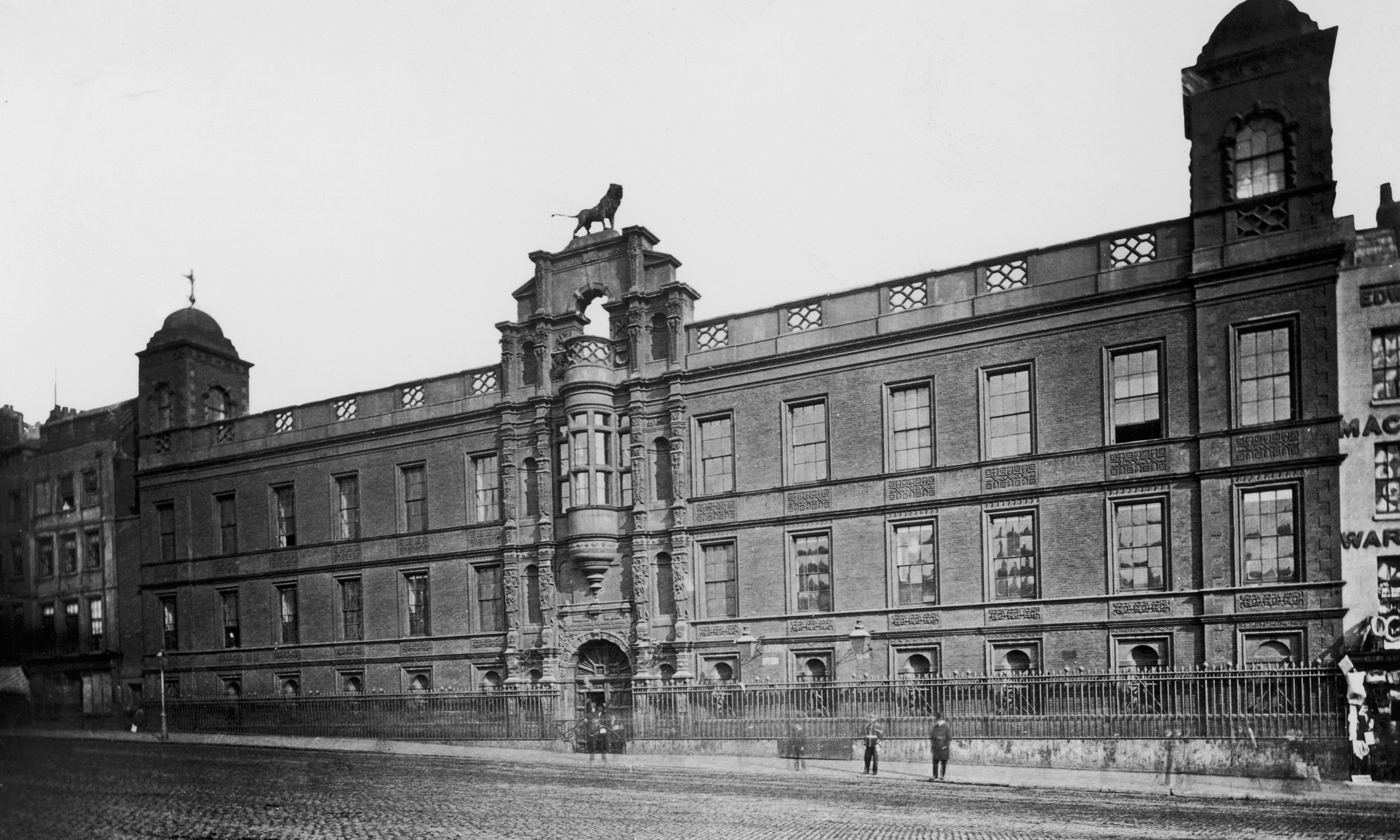
Northumberland House, peu de temps avant sa démolition en 1874.

En 1819, Thomas Cundy est employé pour reconstruire la façade du jardin (sud), qui est devenue instable, la déplaçant de 5 pieds (1,524 m) vers le sud ; il ajoute le dernier escalier principal.
À la fin du milieu du XIXe siècle, les autres manoirs du Strand sont démolis. La zone est en grande partie commerciale et son industrie du divertissement s'est développée, et ce n'est plus un endroit à la mode pour l'aristocratie. Le duc de Northumberland de l'époque est réticent à quitter sa maison détenue par des générations, bien qu'il ait été contraint de le faire par le Metropolitan Board of Works, qui souhaite construire une route au milieu du site pour se connecter aux nouvelles routes par Embankment. Après un incendie qui cause des dommages importants, le duc accepte une offre de 500 000 £ en 1874. Northumberland House est démolie et l'avenue Northumberland, et la façade de ses bâtiments, est construite à sa place .

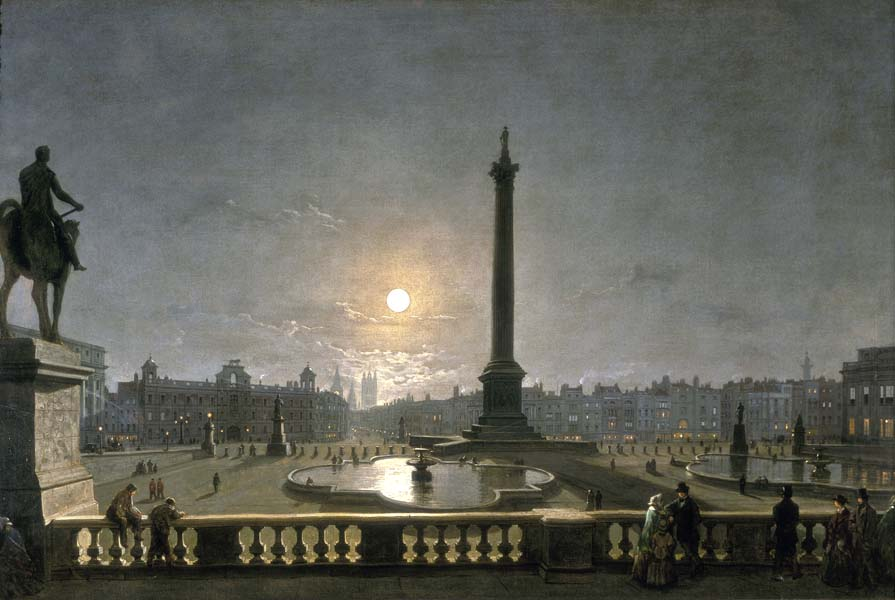
Cette peinture, c. 1865, dans lequel Northumberland House est au centre gauche, place l'emplacement du bâtiment dans son contexte moderne. La vue est vers le sud à travers Trafalgar Square, avec les tours des Chambres du Parlement à l'horizon.

## Avenue Northumberland

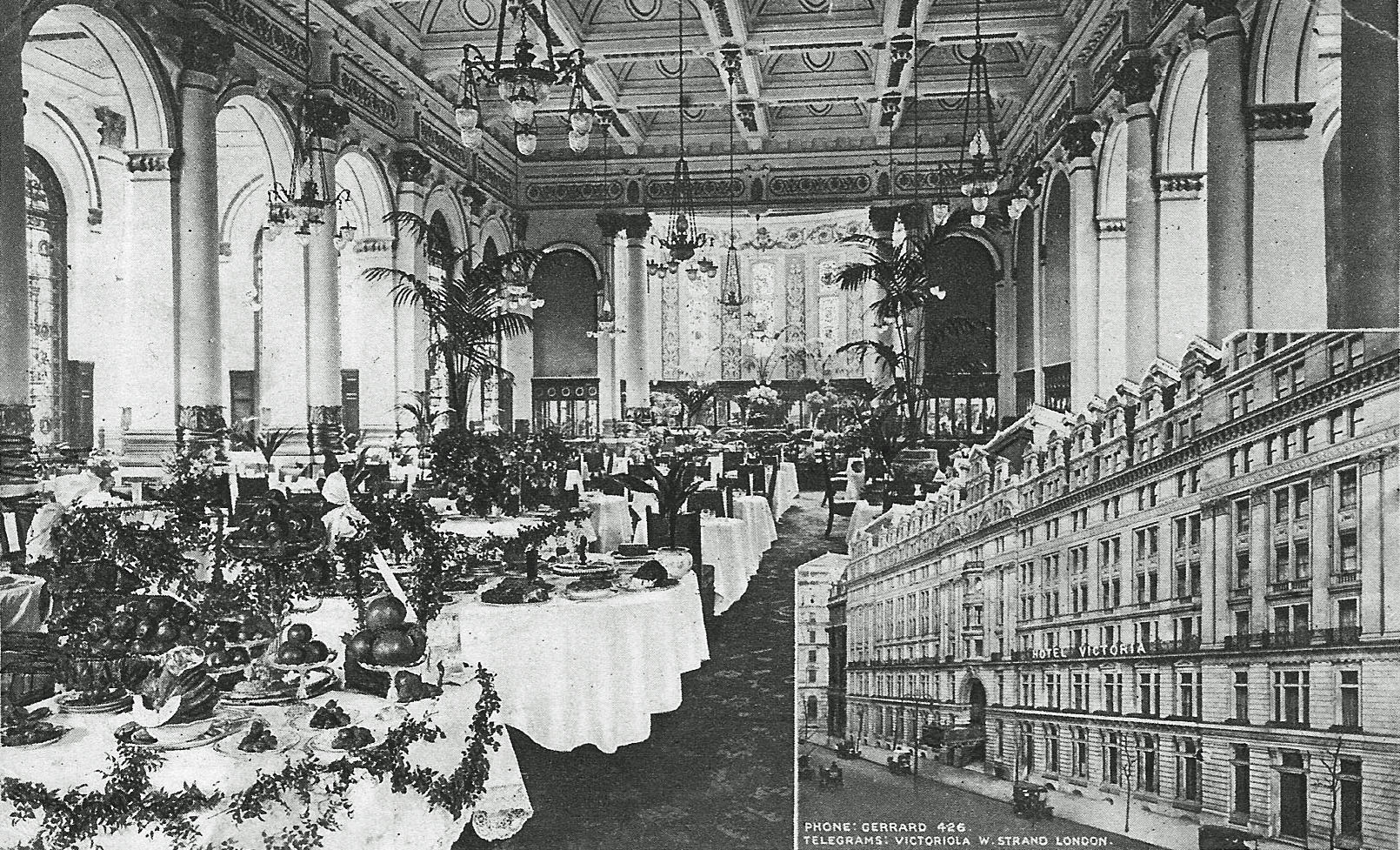
L'hôtel Victoria.

L'un des plus grands bâtiments de la nouvelle avenue Northumberland est l'hôtel Victoria de 500 chambres, qui, dans son entrée voûtée et son oriel au-dessus, imite Northumberland House. Pendant la Seconde Guerre mondiale il est repris par le ministère de la Défense et rebaptisé Northumberland House. Il est maintenant connu sous le nom de n ° 8 Northumberland Avenue .

## Restes
Une arche de Northumberland House, conçue par William Kent, est vendue pour l'entrée du jardin de Tudor House, qui se trouvait autrefois à Bromley-by-Bow. Il est déplacé en 1998 pour former l'entrée principale du Bromley par Bow Center .